# ミラメリン
ミラメリン(Milameline)は、非選択的ムスカリン性アセチルコリン受容体のパーシャルアゴニストである。認識に作用する性質があり、アルツハイマー病の治療薬として開発されたが、治験の結果が良くなかったことから、開発は中止された。